# اجتماع ملی
اجتماع ملی یا تجمع ملی (به فرانسوی: Rassemblement national) که تا سال ۲۰۱۸ جبههٔ ملی (به فرانسوی: Front national)، نام داشت، یک حزب سیاسی محافظه‌کار اجتماعی، ملی‌گرا و راست‌گرای فرانسوی است. از جمله سیاست‌های اصلی آن حمایت‌گرایی اقتصادی، رویکرد بدون مماشات در قبال مسائل مربوط به نظم و قانون، و مقابله با مهاجرت است. جبههٔ ملی به عنوان حزبی منتقد نسبت به اروپا، از زمان تأسیس اتحادیهٔ اروپا در سال ۱۹۹۳ با آن مخالفت کرده‌است.
جبههٔ ملی در سال ۱۹۷۲ توسط ژان ماری لوپن، به منظور متحدسازی جنبش‌های ملی‌گرای فرانسه تأسیس شد. هم‌اکنون، مرین لوپن که نامزد این حزب در انتخابات ریاست جمهوری سال ۲۰۱۲ بود، رهبری جبههٔ ملی را بر عهده دارد. از زمان به دست‌گیری رهبری حزب توسط او، محبوبیت جبههٔ ملی رو به رشد بوده‌است.
در انتخابات ریاست جمهوری فرانسه در سال ۲۰۰۲، ژان ماری لوپن، کاندید این حزب، به دور دوم رفت و از ژاک شیراک شکست خورد. از دید بین‌المللی جبههٔ ملی عضو انجمن احزاب سیاسی ناسیونالیست اروپا (یورو نات) است.
برخی کارشناسان سیاسی بر این باورند که این حزب از یک حزب راست افراطی و «خارجی‌ستیز» به یک جریان «ملی‌گرا»، مدافع «حمایت‌گری اقتصادی» (Protectionist) و «منتقد اروپا» (Eurosceptic) تبدیل شده‌است.
لوپن با دریافت ۳۳٫۹٪ از آرا در انتخابات ریاست‌جمهوری فرانسه (۲۰۱۷), به دور دوم رفت و به امانوئل مکرون باخت. در انتخابات پارلمان اروپا در سال ۲۰۱۹ این حزب با غلبه بر حزب رئیس‌جمهور امانوئل مکرون در جایگاه نخست قرار گرفت. او در انتخابات ریاست‌جمهوری فرانسه (۲۰۲۲), دوباره در دور دوم در برابر مکرون قرار گرفت و ۴۱٫۴۵٪ از آرا را دریافت کرد. اجتماع ملی شمار نمایندگان خود در پارلمان را در انتخابات مجلس قانونگذاری فرانسه ۲۰۲۲ از ۷ به ۸۹ کرسی افزایش داد..

## خط مشی

یک پوستر سیاسی ۲۰۰۵ حزب با متن «مهاجران دارند رأی می‌دهند، و شما (از رأی دادن) اجتناب می‌کنید؟!!»

جبههٔ ملی خط مشی خود را به‌طور مشروح در وبگاه‌اش منتشر کرده‌است.
در میان مباحث مطرح توسط این حزب، موارد زیر دیده می‌شود:
- بازگشت به ارزش‌های سنتی
- سخت‌تر یا غیرقانونی شدن سقط جنین
- دادن درآمد به مادرانی که سر کار نمی‌روند، به منظور ترویج فرهنگ سنتی بومی.
- استقلال بیشتر از اتحادیهٔ اروپا و دیگر سازمان‌های بین‌المللی.
- برقراری تعرفه‌های گمرکی یا سایر اقدامات حمایتی به منظور جلوگیری از واردات اجناس ارزان.
- در سال ۲۰۰۲ بنیانگذار این حزب خواستار برگزاری یک همه‌پرسی برای برقراری مجدد مجازات اعدام شد.[۵]
- پایان دادن به مهاجرت‌های غیر اروپایی‌ها و استقرار نظام تعیین تابعیت فرزند از والدین.
- مخالفت با مهاجرت مسلمانان از شمال آفریقا، غرب آفریقا و خاورمیانه. در دفترچهٔ عمومی تحویل داده‌شده به تمام رأی‌دهندگان فرانسوی در انتخابات ریاست‌جمهوری ۱۹۹۵، بنیانگذار این حزب برگرداندن سه میلیون مسلمان را به روش‌های تکریم‌آمیز و مهربانانه پیشنهاد داد.[۶]

در مبارزات انتخاباتی ریاست‌جمهوری فرانسه در سال ۲۰۰۲ میلادی، تأکید بیشتر این حزب در مورد مسائل مربوط به قانون و نظم بود. نکات مورد تأکید جبههٔ ملی عبارت بودند از اجرای قانون، احکام سنگین برای تمامی جنایات و اجرای مجازات اعدام.
جبههٔ ملی به صورت همیشگی در حال مبارزه با اکثر احزاب سیاسی و بسیاری از روزنامه‌نگاران بوده‌است. در گذشته بنیان‌گذار این حزب، چهار حزب اصلی فرانسه در آن دوران (حزب کمونیست فرانسه، حزب سوسیالیست فرانسه، اتحاد برای دموکراسی فرانسه (UDF) و ائتلاف برای جمهوری (RPR)) را به باند «چهار» تشبیه کرد، که کنایه‌ای به انقلاب فرهنگی چین بود. جبههٔ ملی اغلب خود را به صورت قربانی یا «غیرخودی» معرفی می‌کند. از نظر اعضای جبههٔ ملی، احزاب جناح راست فرانسه، احزاب راست واقعی نیستند، و تقریباً از چپ سوسیال غیرقابل تفکیک‌اند.

## پایگاه اجتماعی
جبههٔ ملی فرانسه بیشتر آرای خود را در میان طبقهٔ کارگر و نیز بیکاران به خصوص در مناطق صنعتی به‌دست می‌آورد و اصول آن بر پایهٔ حمایت از نیروی کار فرانسوی، جلوگیری از اشباع مشاغل توسط خارجی ها و شعارهایی مانند «اولویت با فرانسوی‌هاست» بنا شده‌است. بررسی هواداران و پایگاه اجتماعی این حزب نشان‌دهندهٔ آن است که اکثریت آن‌ها را مردان کارگر تشکیل می‌دهند همچنین این جریان تعداد زیادی از جوانان را به خود جلب کرده و از این نظر در مقایسه با احزاب دیگر، پیشتاز هستند.

## موضوعات اروپایی
جبههٔ ملی یک از احزابی بود که از عدم تصویب قانون اساسی اروپا توسط فرانسه در سال ۲۰۰۵ پشتیبانی می‌کرد. از نظر لوپن فرانسه نباید به هیچ سازمانی بپیوندد که بر تصمیمات ملی‌اش مسلط شود.

## انتخابات

### انتخابات ریاست‌جمهوری ۲۰۱۲
آنچه در این رأی‌گیری بیش از همه شگفتی آفرید، حدود ۱۹ درصد آرایی بود که به سود خانم مارین لوپن، رهبر حزب «جبههٔ ملی»، به صندوق‌ها ریخته شد و او را، از لحاظ درصد آرا، در ردیف سوم قرار داد.

### انتخابات شهرداری‌ها ۲۰۱۴
جبههٔ ملی در انتخابات شهرداری‌ها در دور نخست توانست ۷ درصد آرا را از آن خود کند.
این حزب توانست با دستیابی به نتایج بی‌سابقه، ۱٬۲۰۰ کرسی از کرسی‌های شوراهای شهر فرانسه را به‌دست آورد. بدین ترتیب کنترل ۱۵ حوزهٔ انتخاباتی به دست جبههٔ ملی افتاد که در میان این حوزه‌های انتخاباتی، ۱۱ شهر وجود دارد که دارای جمعیتی بیش از ۹٬۰۰۰ نفر هستند.

### انتخابات پارلمان اروپا ۲۰۱۴
جبههٔ ملی فرانسه در انتخابات پارلمان اروپا شگفتی آفرید و توانست با کسب حدود ۲۵ درصد آرا، به عنوان نخستین حزب فرانسه ۲۴ کرسی را در پارلمان اروپا به‌دست آورد. این درحالی است که حزب سوسیالیست فرانسه ۱۴٫۰۷ درصد آرا را از آن خود کرد.

### انتخابات منطقه‌ای فرانسه در دسامبر ۲۰۱۵
جبههٔ ملی فرانسه در نخستین مرحله از انتخابات منطقه‌ای فرانسه که در ششم دسامبر ۲۰۱۵ برگزار شد توانست در شش ناحیه از سیزده ناحیهٔ فرانسه به پیروزی برسد. به نوشتهٔ روزنامهٔ فرانسوی فیگارو، بر اساس نتایج اعلام شده از سوی وزارت کشور فرانسه، حزب جبههٔ ملی توانست ۲۷٫۹۶ درصد آرا به خود اختصاص داده و در صدر قرار گیرد.

## تغییر نام
حزب راست افراطی «جبهه ملی فرانسه» به رهبری مارین لوپن، با رأی ۵۳ درصد از اعضایش، نام خود را به «تجمع ملی» تغییر داد. مارین لوپن روز جمعه در شهر لیون، با اعلام تغییر نام این حزب، گفت: «این به معنای پایان فصلی از جنبش ما و آغاز فصلی دیگر است.» ۸۰٬۸۱ درصد از شرکت‌کنندگان به نام جدید حزب رأی مثبت دادند. بدین ترتیب، از تاریخ اول ماه ژوئن ۲۰۱۸، این حزب به نام «تجمع ملی» خوانده شد. از اوایل ماه مه، رهبران این حزب درصدد تغییر نام «جبهه ملی» بودند. این تغییرنام تمهیدی است که راست‌گرایان افراطی حزب جبهه ملی بتوانند گروه‌های مشابه محافظه‌کار فرانسوی را برای کارزارهای انتخاباتی آتی در خود ادغام کنند.